# Monster Hunter Rise
Monster Hunter Rise (モンスターハンターライズ, Monsutāhantāraizu) est un jeu vidéo développé et édité par Capcom, sorti le 26 mars 2021 sur Nintendo Switch. Une version Microsoft Windows est sortie le 12 janvier 2022,. Une extension nommée Sunbreak, proposant une nouvelle campagne, est sortie le 30 juin 2022,.
Un portage sur PlayStation 4, PlayStation 5, Xbox One, Xbox Series est sorti le 20 janvier 2023.
Le jeu reçoit un accueil critique généralement favorable de la part de la presse spécialisée, et s'est écoulé à plus de 12 millions d'exemplaires.

## Trame
Il y a 50 ans, le village de Kamura, spécialisé dans la production d'acier de type Tatara et localisé dans une région reculé d'une partie du continent, a failli être détruit complètement par un évènement mystérieux et destructeur : La Calamité. Évènement qui voit des hordes de monstres en tout genre déferler sur le village sans aucune raison mais qui semble avoir un lien et être provoqué par un monstres redoutable et énigmatique, le Magnamalo. Depuis, en prévision d'un éventuel retour de cet évènement désormais redouté, le village s'est considérablement fortifié et équipé dans ses murs et ses alentours afin d'être préparé et d'y faire face à nouveau correctement. Tout ces habitants s'entrainent également durement en techniques de combat afin de pouvoir servir d'aide afin de repousser les monstres en protégeant la Forteresse, la principale barrière du village. C'est là qu'entre en scène le joueur qui incarne un chasseur qui décide de prêter main-forte aux habitants alors que le Magnamalo refait subitement surface après toutes ces années, ramenant avec lui la Calamité.

## Développement
Monster Hunter Rise est annoncé en septembre 2020 via le Nintendo Direct Mini: Partner Showcase,. Le titre Rise fait référence à la verticalité entièrement exploitée de ce nouveau gameplay, désormais tous les épisodes à venir dans la licence ne seront plus chiffrés comme certains pouvaient l'être auparavant. Il est développé avec le moteur de jeu RE Engine. Une seconde bande-annonce est aussi présentée le 11 décembre 2020 lors des Game Awards 2020.
L'histoire se déroule dans le village de Kamura, un lieu de production d'acier Tatara soumis à plusieurs reprises à l'attaque d'innombrables monstres. Cet événement est nommé la Calamité et la dernière se passa il y a 50 ans, ce qui a failli anéantir totalement l'existence de ce village. C'est pourquoi les habitants vivent dans la peur de cette tragédie, s'entraînent tous les jours et ont construit une Forteresse pour se défendre.
D'ailleurs, la vidéographie montre deux nouveaux animaux aidant le chasseur ; la Hibouette et le Canyne (appelé Chumsky en tant qu'aide aux chasseurs). Le premier est un animal populaire du village de Kamura et est réputé intelligent et affectueux. L'Hibouette servirait à indiquer la position des monstres dans les quêtes et le joueur pourra l'habiller à sa convenance. Le deuxième animal, le Chumsky, est un nouveau type de Pilpoil (catégorie d'aide aux chasseurs introduite dans ce jeu). Ainsi, il accompagnera le joueur et l'accompagnera dans ses attaques tout en permettant à ce dernier de le chevaucher afin de ne pas épuiser d'endurance. D'ailleurs, il sera aussi personnalisable puisque le joueur pourra choisir ses yeux, ses oreilles, sa queue, sa fourrure et sa voix, tout comme les Palicos dans le précèdent jeu, Monster Hunter: World.
Une nouvelle carte est révélée lors de l'annonce du jeu en septembre 2020 ; le Temple oublié ; à l'inspiration très japonaise. Deux autres cartes sont révélées par la suite avec une description ; l'Archipel de glace et la forêt inondée. D'après le site officiel de Capcom, l'Archipel de glace fut le théâtre d'affrontements entre un dragon gigantesque et de nombreux héros, transformant le lieu en un désert avec, au centre, des ossements de dragon et une épave de drakkar. La forêt inondée contient des ruines mais un afflux d'eau constant a inondé la plupart de la zone.
Lors d'un entretien de Ryôzô Tsujimoto, le producteur de la série, et le directeur du jeu vidéo, Yasunori Ichinose, pour EuroGamer, le journal pointe le fait que l'opus en lui-même retourne à ses origines contrairement à son prédécesseur Monster Hunter: World et se veut influencé par la culture nippone, comme le rappelle une grande majorité de la faune et de la flore. Les monstres révélés présentent des similitudes avec de nombreux mythes et folklores japonais tel que les Yokaï, ce nouvel opus n'est pas sans rappeler Monster Hunter Portable sorti plusieurs années avant. Cependant, Ryôzô Tsujimoto, sans réfuter totalement, n'acquiesce pas totalement à cette affirmation puisque, selon lui, l'équipe ne voulait qu'offrir la jouabilité qu'elle avait en tête sans se soucier de se tourner vers la culture occidentale ou japonaise.
De plus, lors de cet entretien, nous apprenons que le jeu est développé en parallèle de Monster Hunter World, peu après la sortie de Monster Hunter Generations sur Nintendo 3DS. Dès lors, il aura eu un développement de quatre ans. D'ailleurs, il est annoncé que les prochains Monster Hunter devrait aussi tourner via le moteur RE Engine puisque ce dernier est le dernier moteur de jeu en date de Capcom et donc, Capcom souhaite créer le plus de jeux possibles avec celui-ci. Pour la première fois, le joueur aura la possibilité de rendre son personnage « un peu plus expressif » et celui-ci pourra parler lors de ses actions réalisées en jeu. Les autres personnages bénéficieront également d'un doublage après le succès de Monster Hunter World, seulement en 3 langues : anglais, japonais et « Monster hunter ». Des sous-titres de langues non citées seront disponibles.
Concernant la jouabilité, ce jeu reprend le même principe que ses prédécesseurs, mais en y apportant les mécaniques de World, à savoir une carte entièrement explorable sans temps de chargement à l'exception de l'ajout du Filoptère remplaçant la fronde. Ce nouvel ajout apporte une nouvelle jouabilité et un rafraîchissement à la licence en exploitant le terrain de chasse de fond en comble, notamment en hauteur. En effet, le Filoptère permettra de se déplacer dans les airs avec des propulsions rapides en avant, de courir sur les murs, de retrouver l'équilibre après avoir reçu un coup et donne une nouvelle attaque, l'attaque lien de soie. Toutefois, l'usage de ces actions est soumis à une jauge de Filoptère. Enfin, cet ajout permettra de chevaucher des wyvernes une fois qu'ils ont été assez blessés. Outre contrôler ses déplacements, le joueur pourra utiliser les attaques du monstre, projeter le monstre en avant pour le renverser ou aussi remplir une jauge dite "Chevauchée de wyverne" en attaquant d'autres monstres afin d'effectuer une attaque puissante, la Punition montée, lorsque la jauge est remplie.
Enfin, ce jeu permet aussi d'exploiter la faune locale à son avantage. En effet, grâce à un nouvel équipement, nommé le Florelet, fabriqué à partir de l'Arbrisseau de l'envoi, le joueur pourra s'envelopper du pollen transporté par les Spectroiseaux, de petits oiseaux, octroyant ainsi au joueur une augmentation d'une statistique (attaque, endurance, vie, défense…) jusqu'à la fin de la quête. Le joueur rencontrera aussi les Cendrelettes, une sorte de belette qui attire les grands monstres à proximité avec leurs phéromones s'ils sont placés dans la cage ; les Giganha, un poisson carnivore s'attaquant aux monstres et au joueur ; les Tissinsecte, un papillon émettant une poussière améliorant temporairement la défense du joueur. Ces créatures ne sont que quelques-unes du jeu que le joueur pourra rencontrer et utiliser. Contrairement à Monster Hunter World, il ne sera pas possible d'en faire des animaux de compagnie et ne seront utiles qu'aux chasses.
Actuellement, plus de quarante grands monstres sont présents dans le jeu. On y compte le retour de plusieurs créatures comme le Rathalos, la Rathian, l'Arzuros, le Ludroth Royal, le Kulu-Ya-Ku, l'Anjanath, le Grand Wroggi, le Grand Baggi, le Khezu, le Pukei-Pukei, le Jyuratodus, le Tobi-Kadachi, le Lagombi, le Tigrex, le Barioth et le Mizutsune. De nouveaux monstres sont révélés tels que le Grand Izuchi, l'Aknosom, le Tetranadon, le Somnacanth, le Bishaten, le Rakna-Kadaki, le Goss Harag, et enfin le monstre emblème de l'opus : le Magnamalo.
Une démonstration temporaire est annoncée du 8 janvier 2021 au 1er février de cette même année en même temps que la troisième bande-annonce le 7 janvier 2021,. La démo est ainsi rendue public le lendemain et propose le Mitzusume et le Grand Izuchi comme monstre chassables.
Le 17 février, une quatrième bande-annonce est publiée. Cette dernière présente deux nouveaux monstres : le Rakna-Kadachi et l'Almudron, en plus de révéler le retour du Volvidon et du Basarios,. Le mode de jeu concernant l'attaque des monstres de la Calamité dans la zone du fort protégeant le village Kamura est également présenté ainsi qu'un nouveau groupe de monstres : les monstres supérieurs, avec l'Arzuros supérieur en premier. Ce sont des monstres atteint d'un état inconnu proche de celui des monstres infectés, infectés par le virus de la furie transmit par le Gore Magala. Cependant, il a été confirmé que cela serait un état sans aucun rapport avec celui vu dans Monster Hunter 4. En outre, lors de cette partie du jeu et de l'histoire, il nous est montré que la plupart des personnages PNJ du village, comme Hinoa et Minoto, seront présents en tant qu'aide de terrains.
Le 8 mars, un digital event sur le jeu et Monster Hunter Stories 2: Wings of Ruin est réalisé, ainsi que l'annonce de deux autres présentations de gameplay en vue de l'anniversaire de la franchise à cette période, respectivement le 9 et le 11 mars (cette dernière est la date de sortie du premier opus de la licence,,. Une cinquième bande-annonce est dévoilé, annonçant le retour du Zinogre et du Nargacuga, mais aussi un monstre inconnu à la fin. La bande-annonce révèle aussi le Chameleos comme premier monstre des mises à jours gratuites que le jeu aura, la première fin avril 2021. En outre, il est annoncé que la démo de janvier sera de nouveau disponible à partir du 11 mars, avec en plus la possibilité de combattre le Magnamalo, le monstre emblème de cet opus, en guise d'avant goût.

## Accueil

### Critiques
Monster Hunter Rise reçoit un accueil critique « généralement favorable », avec la note de 87/100 sur l'agrégateur Metacritic.

### Ventes
En trois jours de commercialisation, l'éditeur Capcom avance que la version Switch du jeu s'est écoulée à plus de 4 millions de copies physiques (sans prendre en compte les versions numériques). Il est annoncé que le jeu s'est vendu à plus de 6 millions d'exemplaires au 28 avril 2021, puis à 8 millions au 17 janvier 2022. Le 5 juillet 2022, l'éditeur annonce que le jeu s'est écoulé à plus de 10 millions d'exemplaires, tandis que l'extension Sunbreak a dépassé les 2 millions d’unités distribuées en une semaine. En février 2023, Capcom annonce que le jeu s'est écoulé à plus de 12 millions d'exemplaires.